# Power Stone
Pour les articles homonymes, voir Power Stone (homonymie).
Power Stone (パワーストーン) est un jeu vidéo de combat développé et édité par Capcom en 1999 sur système d'arcade Naomi. Il a été porté sur Dreamcast où il a reçu le label Sega All Stars, puis sur PlayStation Portable en 2006,.

## Système de jeu
Ce jeu est en partie inspiré de Ehrgeiz. Les combattants évoluent librement dans une arène en trois dimensions et peuvent utiliser des éléments du décor et ramasser des objets ou des armes pour se battre.
Le moyen le plus direct de remporter la victoire est de ramasser toutes les gemmes de puissance du stage (les power stone), générés aléatoirement ou pris à l'adversaire, pour se transformer en personnage surpuissant afin de battre rapidement l'adversaire.
Le jeu est nettement porté sur l'offensive, il n'y a pas de garde seulement une esquive avec un bouton contextuel, et sur la mobilité, il faut savoir parfaitement exploiter l’arène pour pouvoir l'emporter.

## Personnages
- Falcon : aviateur chevronné originaire de Londres il recherche les gemmes de puissance dont il a appris  l'existence dans une légende ancienne. Falcon est un combattant équilibré ni trop fort ni trop faible.
- Ryoma : parcourt le monde à la recherche d'adversaires à sa mesure. son point fort est sa portée d'attaque. Son sabre est assez long pour taper sans être tapé.
- Wantang : est un combattant rapide et agile. Il parcourt le monde à la recherche de ce que désire le plus son maître (un dentier plaqué or…).
- Galuda : est un cœur tendre dans une peau de vison qui a promis à son village de ramener les pierres de puissance pour le délivrer d'une maladie rare .Plus rapide mais moins fort que Gunrock, son point fort reste le même que Gunrock, le lancer d'objets.
- Gunrock : est originaire de downvolta, il recherche les gemmes de puissance simplement pour battre ses amis au poker. Plus fort que Galuda mais moins rapide. Il est tout de même un des plus puissants combattants.
- Rouge : diseuse de bonne aventure recherche les gemmes pour les faire tailler en boule de cristal pour vraiment voir en l'avenir. Elle a trois finishes (au lieu de deux) et elle est assez rapide.
- Jack : ne distingue pas le bien du mal, ses plaisirs sont simples, il aime les choses qui brillent et jouer du couteau. La force de jack réside dans ses mouvements imprévisibles.

## Adaptation
Un anime adaptant les personnages à l'écran a été produit en 1999.